# Terminal Terror
Terminal Terror (Τηεοτοχψ) — пятый студийный альбом немецкой группы Holy Moses. Был записан и выпущен в августе 1991 года.

## Об альбоме
Это первый альбом Holy Moses со времён Finished With the Dogs 1987 года без участия барабанщика Ули Куша, присоединившегося к Gamma Ray, а позднее в Helloween. Его заменил Франк Ульрих. Запись альбома прошла с апреля по июнь 1991 года в студии Stage One Studio в деревне Бюне, Германия. Гитарист Энди Классен самостоятельно продюсировал запись. Альбом вышел 1 августа 1991 года на лейбле West Virginia Records.
Альбом отличается более мрачной текстовой составляющей по сравнению с предыдущими релизами группы. Группа и музыкально, и вокально экспериментирует с дэт-металлическими элементами. Большинству песен в альбоме предшествуют свои интро.
Альбом получил благосклонные отзывы критиков: так, журнал Rock Hard поставил альбому 8 баллов из 10.

## Список композиций
Вся музыка написана Энди Классеном и Бенни Шнеллем, все слова написаны Сабиной Классен.
| №   | Название                     | Длительность |
| --- | ---------------------------- | ------------ |
| 1.  | «Intro»                      | 0:32         |
| 2.  | «Nothing for My Mum»         | 3:34         |
| 3.  | «Two Sides Terror»           | 4:45         |
| 4.  | «Theotocy (Terminal Terror)» | 3:48         |
| 5.  | «Creation of Violation»      | 4:40         |
| 6.  | «Pool of Blood»              | 3:44         |
| 7.  | «Distress and Death»         | 4:53         |
| 8.  | «Adult Machine»              | 4:13         |
| 9.  | «Malicious Race»             | 3:00         |
| 10. | «Tradition of Fatality»      | 2:54         |

## Участники записи
- Сабина Классен — вокал
- Энди Классен — гитара
- Бенни Шнелль — бас
- Франк Ульрих — ударные

### Комментарии
1. ↑  Вынесено в отдельный трек в переиздании 2006 года от Armageddon Music и последующих. В изначальных изданиях альбома «Intro» и «Nothing For My Mum» объединены в один трек (4:05)